# Episodi di Rude Awakening (seconda stagione)
La seconda stagione della sitcom Rude Awakening è stata trasmessa in prima visione negli Stati Uniti d'America da Showtime dal 26 giugno 1999 al 18 marzo 2000.
In Italia la stagione è stata trasmessa in prima visione da Canal Jimmy nella primavera del 2003.
| nº | Titolo originale                       | Titolo italiano             | Prima TV USA      |
| -- | -------------------------------------- | --------------------------- | ----------------- |
| 1  | The Grateful Living                    | Tutti all'ospedale          | 26 giugno 1999    |
| 2  | One Birthday at a Time                 | Un compleanno alla volta    | 3 luglio 1999     |
| 3  | And Now a Word From Our Sponsor        | La parola allo sponsor      | 10 luglio 1999    |
| 4  | To Bris or Not to Bris                 | Bris o non Bris?            | 17 luglio 1999    |
| 5  | The Fix Up                             | Riparazioni                 | 24 luglio 1999    |
| 6  | Between a Rock Star and a Hard Place   | La cantante diabolica       | 31 luglio 1999    |
| 7  | Dude Awakening                         | Tendenza eroina             | 7 agosto 1999     |
| 8  | Powerless Over the What?               | Più malato si muore         | 14 agosto 1999    |
| 9  | Bite Me                                | Bacio rubato                | 21 agosto 1999    |
| 10 | Trude Awakening                        | Conflitto madre-figlia      | 28 agosto 1999    |
| 11 | Bosses, Burglars & Back Street Babes   | Il protettore               | 4 settembre 1999  |
| 12 | 1-900-BIG-SLUT                         | la chat                     | 11 settembre 1999 |
| 13 | The 35-Year Itch                       | Matrimonio in vista         | 18 settembre 1999 |
| 14 | Bad Will Hunting                       | Il testamento non mente mai | 28 novembre 1999  |
| 15 | Abstinence Makes the Heart Grow Fonder | Astinenza                   | 4 dicembre 1999   |
| 16 | Jackie Oh ...                          | E Jackie s'addormentò       | 11 dicembre 1999  |
| 17 | Slakula                                | Mordimi sul collo           | 18 dicembre 1999  |
| 18 | On the Rocks with a Twist of Limey     | Il duo                      | 19 febbraio 2000  |
| 19 | Yes Sir, That's My Baby                | La tata                     | 26 febbraio 2000  |
| 20 | Star 80 Proof                          | Scandalo                    | 4 marzo 2000      |
| 21 | Full House                             | Le isole scorrono           | 11 marzo 2000     |
| 22 | Plastered                              | Chi ha bevuto... berrà      | 18 marzo 2000     |